# Seznam německých názvů obcí a osad v Česku, A
Tento seznam obsahuje německé názvy (exonyma) českých obcí začínajících na písmeno A.
Tento seznam by měl sloužit pro orientaci v starých písemných pramenech, mapách atd., nikoliv pro překlad českých názvů měst do němčiny. Většina z těchto německých názvů by při použití v současnosti byla nesrozumitelná.
| Český název                     | Historická země | Okres               | Německý název              | Poznámka                                  |
| ------------------------------- | --------------- | ------------------- | -------------------------- | ----------------------------------------- |
| Abertamy                        | Čechy           | Karlovy Vary        | Abertham                   |                                           |
| Adamov                          | Morava          | Blansko             | Adamsthal                  |                                           |
| Adamov                          | Morava          | Bruntál             | Adamsthal                  |                                           |
| Adamov                          | Čechy           | České Budějovice    | Adamstadt                  | též Ungnadovské Hory či Perkstadt         |
| Adamov                          | Čechy           | Kutná Hora          | Admannsdorf                |                                           |
| Adamov                          | Morava          | Šumperk             | Adamsthal                  |                                           |
| Adamov                          | Čechy           | Trutnov             | Adamstal                   |                                           |
| Adolfov                         | Čechy           | Ústí nad Labem      | Adolfsgrün                 |                                           |
| Adolfovice                      | Morava          | Jeseník             | Adelsdorf                  |                                           |
| Adršpach                        | Čechy           | Náchod              | Adersbach                  |                                           |
| Ahníkov                         | Čechy           | Chomutov            | Hagensdorf                 |                                           |
| Alberovice                      | Čechy           | Benešov             | Alberowitz                 |                                           |
| Albeř                           | Čechy           | Jindřichův Hradec   | Albern                     |                                           |
| Albeřice                        | Čechy           | Karlovy Vary        | Alberitz                   | zaniklá obec ve vojenském újezdu Hradiště |
| Albrechtice                     | Slezsko         | Karviná             | Albersdorf                 |                                           |
| Albrechtice                     | Čechy           | Klatovy             | Albrechtsried              |                                           |
| Albrechtice                     | Čechy           | Liberec             | Albrechtitz                |                                           |
| Albrechtice                     | Čechy           | Most                | Ulbersdorf                 | zaniklá obec                              |
| Albrechtice                     | Čechy           | Strakonice          | Albrechtitz                |                                           |
| Albrechtice                     | Čechy           | Ústí nad Orlicí     | Olbersdorf                 |                                           |
| Albrechtice                     | Morava          | Žďár nad Sázavou    | Albrechtitz                |                                           |
| Albrechtice nad Orlicí          | Čechy           | Rychnov nad Kněžnou | Albrechtsdorf an der Adler |                                           |
| Albrechtice nad Vltavou         | Čechy           | Písek               | Albrechtitz an der Moldau  |                                           |
| Albrechtice u Rýmařova          | Morava          | Bruntál             | Olbersdorf                 |                                           |
| Albrechtice v Jizerských horách | Čechy           | Jablonec nad Nisou  | Albrechtsdorf              |                                           |
| Alexovice                       | Morava          | Brno-venkov         | Alexowitz                  |                                           |
| Aloisov                         | Čechy           | hl. m. Praha        | Aloisdorf                  |                                           |
| Alojzov                         | Morava          | Prostějov           | Aloisdorf                  |                                           |
| Alojzov                         | Morava          | Šumperk             | Aloisdorf                  |                                           |
| Alšovice                        | Čechy           | Jablonec nad Nisou  | Alsowice Alschowitz        |                                           |
| Alžbětín                        | Čechy           | Klatovy             | Elisenthal                 |                                           |
| Amalín                          | Slezsko         | Bruntál             | Amalienfeld                |                                           |
| Anděl Strážce                   | Čechy           | Jablonec nad Nisou  | Schutzengel                |                                           |
| Andělice                        | Čechy           | Klatovy             | Engelsdorf                 |                                           |
| Andělka                         | Čechy           | Liberec             | Engelsdorf                 |                                           |
| Andělská Hora                   | Čechy           | Karlovy Vary        | Engelhaus                  |                                           |
| Andělská Hora                   | Čechy           | Liberec             | Engelsberg                 |                                           |
| Andělská Hora                   | Slezsko         | Bruntál             | Engelsberg, Engelstadt     |                                           |
| Andělské Žleby                  | Morava          | Šumperk             | Engelsthal                 | zaniklá obec                              |
| Anenská Studánka                | Čechy           | Ústí nad Orlicí     | Königsfeld                 |                                           |
| Anenská Ves                     | Čechy           | Sokolov             | Annadorf                   |                                           |
| Annaberk                        | Slezsko         | Jeseník             | Annaberg                   |                                           |
| Annaberk                        | Morava          | Šumperk             | Annaberg                   |                                           |
| Annín                           | Čechy           | Klatovy             | Annathal                   |                                           |
| Annín                           | Morava          | Přerov              | Annadorf                   |                                           |
| Annovice                        | Čechy           | Jindřichův Hradec   | Annadorf                   |                                           |
| Antonínov                       | Čechy           | Jablonec nad Nisou  | Antoniwald                 |                                           |
| Antonka                         | Čechy           | Pelhřimov           | Antonidorf                 |                                           |
| Antošovice                      | Slezsko         | Ostrava             | Antoschowitz               | součástí městského obvodu Slezská Ostrava |
| Archlebov                       | Morava          | Hodonín             | Archlebau                  |                                           |
| Arneštovice                     | Čechy           | Pelhřimov           | Arneschtowitz              |                                           |
| Arnolec                         | Morava          | Jihlava             | Arnoldsdorf                |                                           |
| Arnoldov                        | Čechy           | Karlovy Vary        | Arletzgrün                 |                                           |
| Arnoltice                       | Čechy           | Děčín               | Arnsdorf                   |                                           |
| Arnoltice                       | Morava          | Olomouc             | Arnsdorf                   |                                           |
| Arnoltice                       | Čechy           | Liberec             | Ernstbrunn                 |                                           |
| Arnoltov                        | Čechy           | Sokolov             | Arnetzgrün                 |                                           |
| Arnoštka                        | Čechy           | Prachatice          | Ernstberg                  |                                           |
| Arnoštov                        | Čechy           | Jičín               | Ernstdörfel                |                                           |
| Arnoštov                        | Čechy           | Prachatice          | Ernstbrunn                 |                                           |
| Arnoštov                        | Morava          | Přerov              | Ernestdorf                 | osada vesnice Oplocany                    |
| Arnoštovice                     | Čechy           | Benešov             | Arnoschtowitz              |                                           |
| Arnultovice                     | Čechy           | Trutnov             | Arnsdorf                   |                                           |
| Arnultovice                     | Čechy           | Ústí nad Labem      | Arnsdorf                   |                                           |
| Arnultovice                     | Morava          | Bruntál             | Arnsdorf                   |                                           |
| Artmanov                        | Morava          | Bruntál             | Erdmannsgrund              |                                           |
| Artolec                         | Čechy           | Jindřichův Hradec   | Artholz                    |                                           |
| Aš                              | Čechy           | Cheb                | Asch                       |                                           |